# Ahmad perzsa sah
Ahmad (Perzsia, Tebriz, 1898. január 21. – Franciaország, Neuilly-sur-Seine, 1930. február 21.) Perzsia sahja (uralkodott 1909. július 16-ától 1925. október 31-éig), az 1796-tól trónon levő Kádzsár-dinasztia utolsó uralkodó tagja, Mohammad Ali perzsa sah és főfelesége, Maleket-e Dzsahán Hánum gyermeke volt.

## Élete
Még nagyapja, Mozaffar od-Din sah életében született, aki 1906-ban elfogadta a nemzetgyűlés által kibocsátott alkotmányt. Mivel még abban az évben meghalt, Mohammad Ali nevű fia követte a trónon, aki viszont az Orosz Birodalom segítségével alkotmányellenes politikába kezdett. Ezzel párhuzamosan Nagy-Britannia és Oroszország érdekszférákra osztotta az országot, melynek északi vidékeit Szentpétervárról, déli vidékeit pedig Londonból irányították. Az elégedetlenkedők 1909-ben lemondatták, Oroszországba száműzték, és fiát, az alig tizenegy éves, 1907. január 25-én trónörökössé nyilvánított Ahmadot tették trónra. Az ifjú sah tehetetlenül szemlélte, amint atyja hatalmát 1910-ben orosz segítséggel megpróbálták restaurálni, vagy amikor a külföldi befolyás ellenében kincstárnokká kinevezett Morgan Shuster amerikai bankárt a bahtijári törzsfők 1911-ben erőszakkal lemondatták. A barátságos és intelligens gyermeksahnak nem volt igazi ereje, a nagybátyjai régenskedtek helyette. A helyzet nem változott, amikor 1914. július 21-én a teheráni Golesztán-palotában megkoronázták, amivel hivatalosan véget ért a régensi időszak: az első világháborúban Perzsia hadszíntérré vált, bár semlegessé hirdetett: az Oszmán Birodalommal itt csaptak össze az orosz és brit erők.
Az oroszok 1917-ben vonultak ki az országból, így az Egyesült Királyság maradt meg egyedüli hatalmi tényezőnek a térségben. 1919-ben szerződés is született, mely Perzsiát teljes mértékben brit gyámság alá helyezte, és létrejött az 1909-ben feltárt kőolajkincs kitermelésére az Anglo-Iranian Oil Company (AIOC, Angol-iráni Olajtársaság), ami az európai szigetországnak hajtott hasznot. A britek tartottak tőle, hogy az Oroszországban hatalomra jutó bolsevikok megpróbálnak terjeszkedni az iráni térségben, ezért részben a nomádokat fegyverezték fel, részben megpróbálták megerősíteni az államhatalmat. Ennek érdekében kapcsolatba léptek Reza Kánnal, a legütőképesebb helyi haderő, a perzsa kozákdandár parancsnokával, aki 1921. február 21-én bevonult Teheránba, és az új kormány hadügyminisztere, illetve hadfőparancsnok lett. Reza, aki már február 26-án lemondatta a szovjeteket minden hatalmi igényükről a térségben, önálló utat járt. 1923. október 26-án leváltotta Szajjed Ziá od-Din Tabátabáit, a britbarát miniszterelnököt, és december 3-án „európai gyógykezelésre” küldte a sahot.

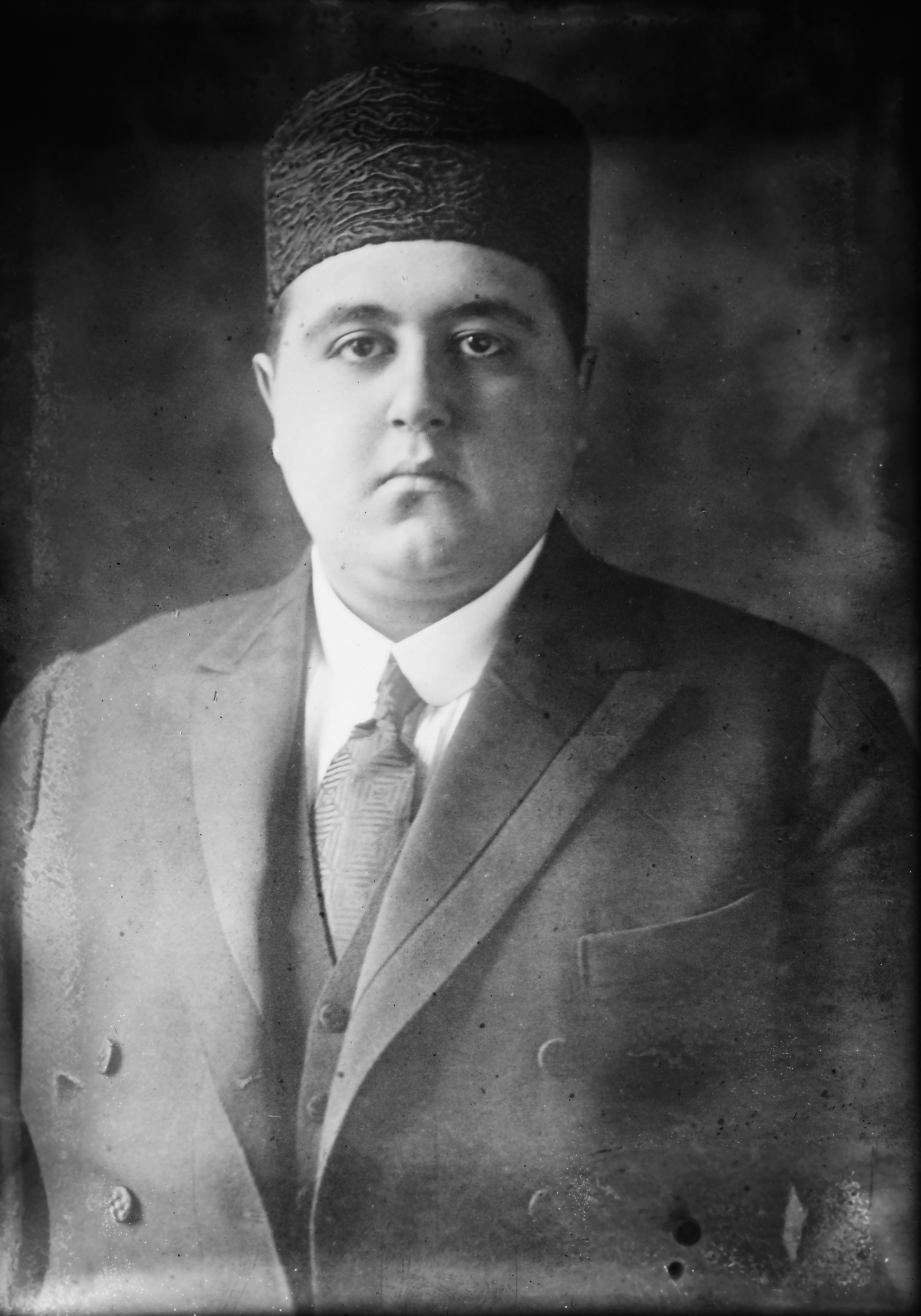
Ahmad Kádzsár polgári ruhában

Ahmad távollétében Reza tovább építgette hatalmát: 1924–25-ben leszámolt a britek támogatta huzesztáni szakadár tartományúrral, Hazal ibn Dzsáberrel, 1925 elején pedig teljhatalmat kapott a nemzetgyűléstől, ami október 31-én kimondta Ahmad sah trónfosztását. Bár a Pahlavi vezetéknevet felvevő Reza Kán eredetileg republikánus mozgalmat kívánt indítani példaképe, Atatürk mintájára, a madzslesz konzervatív elemei rávették, hogy elfoglalja a trónt. Az iráni monarchia így nem ért véget, ellentétben a Kádzsár-uralommal.
Ahmad száműzetésben halt meg, Franciaországban, magát mindvégig legitim uralkodónak tekintette. A síiták egyik szent városában, az iraki Kerbelában temették el, ahova korábban apját is. Halála után öccse, Mohammad Haszan Mirza nyilvánította magát trónörökösnek, Ahmad kisfia, Ferejdun Mirza pedig a Kádzsár-ház feje lett. Mohammad Haszan Mirza 1943-as halála után a trónörökösi rangot is megszerezte.

## Házasságai, utódai
Öt feleségéről tudunk, köztük egy beludzs hercegnőről, akiktől egy fia és három lánya született, azonban egyikük anyja sem volt Kádzsár, ennek értelmében a korán elhunyt sah egyik gyermeke sem örökölhette volna a trónt.
- Delára Hánum, egy beludzs előkelőség lánya (1912)
  - Sáhzáde Mirjam Doht Hánum (1915–2005), a francia-olasz származású dr. Albertini feleségeként az Egyesült Államokban halt meg
- Sáhzáde Hánum Badr al-Moluk Vála, Mahmud Mirza Vála herceg alezredes lánya
  - Sáhzáde Irándoht Hánum (†1980)
- Sáhzáde Lida Hánum, Manszur Dzsahánbáni herceg tábornok lánya
- Sáhzáde Hánum Hánume, Sáhzáde Iszmáil Mirza Moezz od-Dovle herceg vezérőrnagy lánya
  - Sáhzáde Homajun Doht Hánum
- Fátime Hánum, Hoszejn Minui és Maszume Hánum lánya
  - Ferejdun Mirza (1922–1975), 1930-tól a Kádzsár-ház feje, 1943-tól trónörökös[1]